# Jacques de Serres
Jacques de Serres, né v. 1550 à Annonay et mort le 26 janvier 1621, est un évêque français du XVIe siècle et du début du XVIIe siècle. 

## Biographie
Il est l'oncle  de Just de Serres, évêque du Puy. Jacques de Serres est le fils de Jean, greffier des États du Vivarais, et de Barbe de Broé.
D'abord bénédictin, il est nommé abbé de l'abbaye de Montebourg en 1587. Après une vacance de quatre ans, l'évêché du Puy est confié à Jacques de Serre. Nommé en 1596, par la protection d'Anne de Lévis, duc de Ventadour, il fait son entrée l'année suivante, dans la compagnie de Pierre de Villars[Lequel ?], archevêque de Vienne.
Jacques de Serres consacre en 1598 l'autel des Innocents, où l'on trouva le corps d'une de ces intéressantes victimes, et en 1600 l'église de Saint-Marcel d'Espaly, qui a été restaurée. Il pose en 1604 la première pierre de l'église du collège, où il célèbre la messe la nuit de Noël en 1608, ainsi que celle du couvent de Sainte-Catherine-de-Sienne. En 1610, il admet dans la ville les ursulines, qui l'année suivante prennent la règle des religieuses de Notre-Dame et dédie en 1613, l'église des capucins, qu'ils ont reçue en 1507. De Serres donne enfin aux chartreux la maison des Lépreux et de Saint-Lazare, sur le bord de la Loire, d'où ils se transportent plus tard à Villeneuve, où ils bâtissent un nouveau couvent. Dans sa vieillesse, il obtient pour suffragant Just de Serres, son neveu, sous le titre d'évêque de Tyropolis in partibus.